# Amphiglossus alluaudi
Amphiglossus alluaudi là một loài thằn lằn trong họ Scincidae. Loài này được Brygoo mô tả khoa học đầu tiên năm 1981.

## Hình ảnh

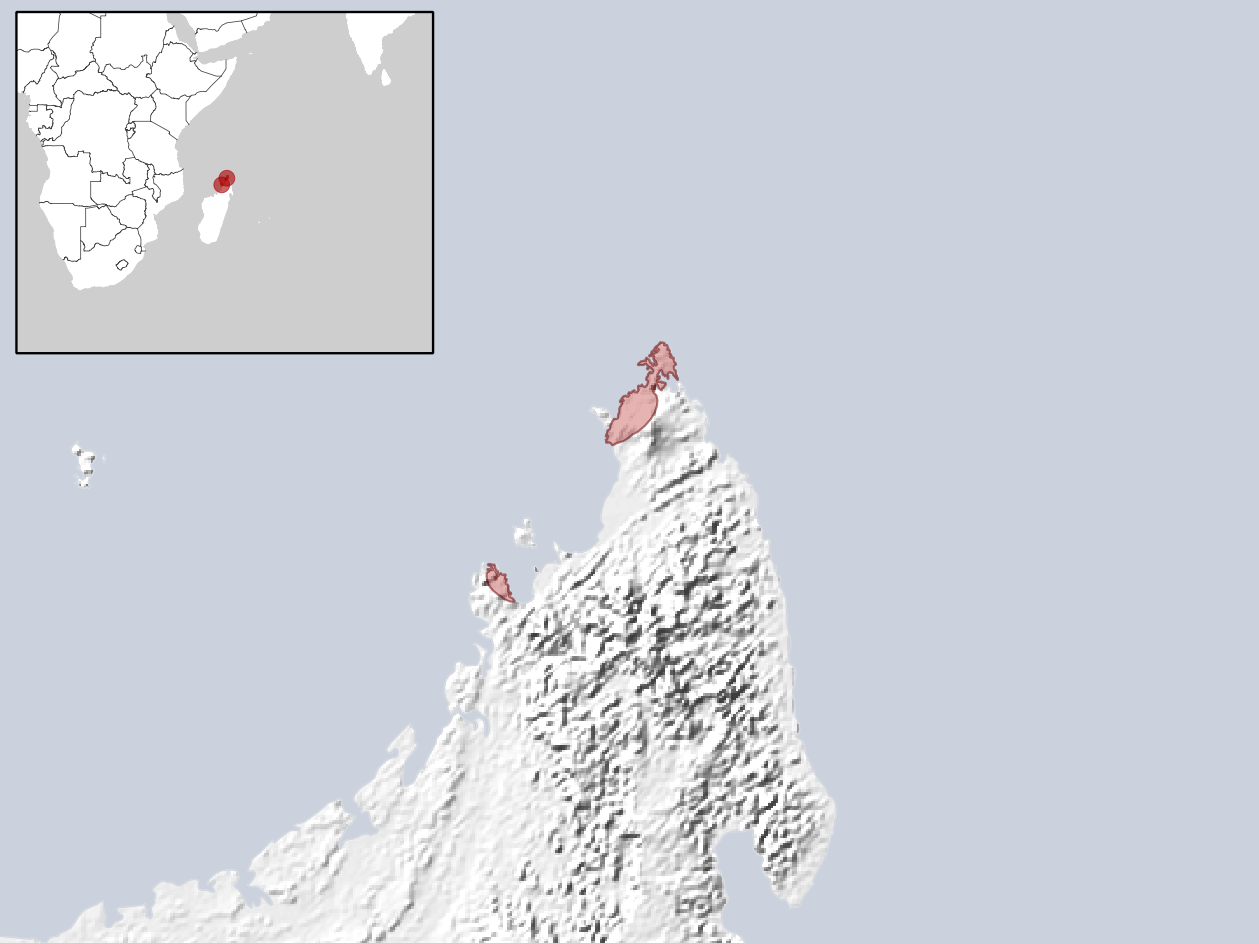